# Manzanola
Manzanola é uma cidade  localizada no estado americano de Colorado, no Condado de Otero.

## Demografia
Segundo o censo americano de 2000, a sua população era de 525 habitantes.
Em 2006, foi estimada uma população de 494, um decréscimo de 31 (-5.9%).

## Geografia
De acordo com o United States Census Bureau tem uma área de
0,7 km², dos quais 0,7 km² cobertos por terra e 0,0 km² cobertos por água. Manzanola localiza-se a aproximadamente 1291 m acima do nível do mar.

## Localidades na vizinhança
O diagrama seguinte representa as localidades num raio de 24 km ao redor de Manzanola.